# サンドリーヌ・ベリエ
サンドリーヌ・ベリエ（Sandrine Bélier、1973年7月2日 - ）は、フランスの環境保護専門の法学者、及びヨーロッパ・エコロジー＝緑の党所属の女性政治家。元欧州議会議員。

## 来歴
パリ第11大学とストラスブール第3大学を在学して、環境法律修士と人権専攻公法学の修士を合格した。1997年から環境保護非営利団体で活動するという。2008年フランス・自然・環境協会長に一任された。ニコラ・サルコジ元大統領によって望まれた環境グルネールという持続可能な開発について考えるワークショップに出席した。しかしながら、ベリエにとって不十分な決議があったため、早めに退職して、ヨーロッパ・エコロジー運動を入会した。